# Tmesorrhina iris
Tmesorrhina iris är en skalbaggsart som beskrevs av Fabricius 1781. Tmesorrhina iris ingår i släktet Tmesorrhina och familjen Cetoniidae.

## Underarter
Arten delas in i följande underarter:
- T. i. saundersi
- T. i. camerunica
- T. i. moseri
- T. i. schultzei